# NGC 4706
NGC 4706 is een lensvormig sterrenstelsel in het sterrenbeeld Centaur. Het hemelobject werd op 5 juni 1834 ontdekt door de Britse astronoom John Herschel.

## Synoniemen
- ESO 323-1
- MCG -7-26-55
- DRCG 56-44
- DCL 278
- PGC 43411